# Loritto
Loritto is een plaats (frazione) in de Italiaanse gemeente Malonno.